# Селфі (альбом)
«Селфі» — 12-й альбом українського панк-гурту Брем Стокер.

## Про альбом
6 липня 2015 року, світ побачила перша частина нового акустичного альбому рівненських панк-рокерів з гурту «Брем Стокер», названа тотожно до титульного треку «Селфі», який вже встиг розлетітися всесвітньою мережею.
|                                                       | На сьогоднішній день Україна для панк-рокера виглядає суцільним болотом: ніякої музичної самореалізації, весь ефір зайнятий попсою та російськомовним шлаком. Наш гурт на певному етапі навіть був на межі завершення існування, адже війна та важкі соціальні навантаження – це неабияке випробування для будь-кого. Але «Брем Стокер» вистояв і наша агресивна енергетика вилилася в альбом «Бойвик». Проте останнім часом ми переважно граємо акустику і тому відразу після виходу «Бойовика» було прийнято рішення записати нову платівку «Селфі» в акустиці, розділивши її на дві частини для підігріву зацікавлення публіки. Перша частина є ностальгуючою та трошки стьобною водночас, а в другій будуть зібрані лише нові пісні, які ще ніхто не чув. Реліз другої частини заплановано на осінь, |
| — розповів «Нотаткам» вокаліст «БС» Олексій Казанцев. | |

## Список композицій
| #  | Назва          | Тривалість |
| -- | -------------- | ---------- |
| 1. | «Селфі»        |            |
| 2. | «Антихрист»    |            |
| 3. | «Бог»          |            |
| 4. | «Гази»         |            |
| 5. | «Небо як дупа» |            |
| 6. | «Сало»         |            |
| 7. | «Дельтоплан»   |            |